# Szürkenyakú erdeityúk
A szürkenyakú erdeityúk (Ortalis canicollis) a madarak osztályának tyúkalakúak (Galliformes) rendjébe és a hokkófélék (Cracidae) családjába tartozó faj.
A magyar név forrással nincs megerősítve.

## Előfordulása
Argentína, Bolívia, Brazília, Uruguay és Paraguay területén honos. A természetes élőhelyei a szubtrópusi vagy trópusi száraz erdők és szubtrópusi vagy trópusi nedves síkvidéki erdőkben van.

## Alfajai
- Ortalis canicollis canicollis (Wagler, 1830)
- Ortalis canicollis pantanalensis Cherrie & Reichenberger, 1921

## Megjelenése
Testhossza 50-56 centiméter, tömege 480-600 gramm.